# Битва при Куртре
Битва при Куртре́ или Битва шпор (нидерл. De Guldensporenslag, фр. bataille des éperons d'or) — битва фламандцев с французской армией 11 июля 1302 года возле города Куртре во время Фламандского восстания 1302 года. Эпизод франко-фламандской войны (1297—1305).

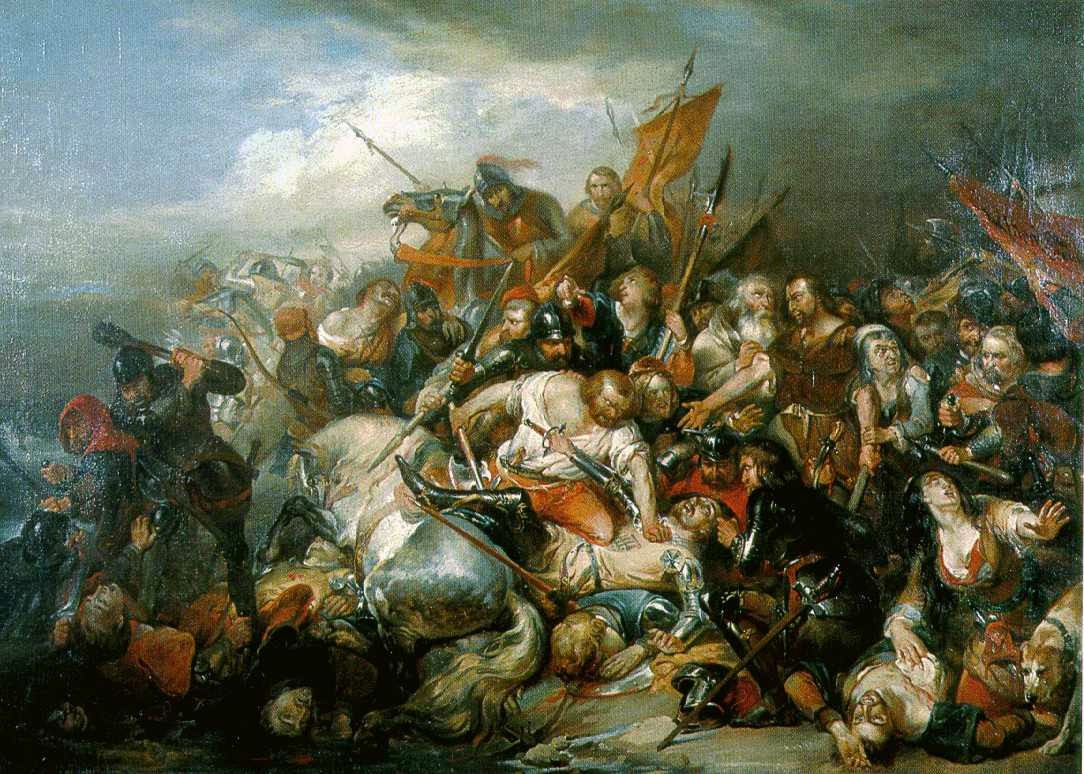
Никез де Кейзер. «Битва золотых шпор» (1836)

## Предыстория
Истоки войны Франции и Фландрии (1297—1305) можно отследить от воцарения короля Филиппа IV в 1285 году. Монарх надеялся восстановить контроль над полунезависимым графством Фландрия, номинально входившим в состав французского королевства, возможно, включив в состав королевского домена. В 1290-х годах он заручился поддержкой ряда местных феодалов, например Жана II д’Авена. Им противостояла фракция во главе с графом Ги де Дампьером, пытавшимся заключить брак с английской королевской семьёй против Филиппа. Многие города в графстве имели профранцузскую ориентацию (эта фракция именовалась «Лилии» (Leliaerts)), им противостояли желавшие независимости «Когти» (Clauwaerts, отсылка к гербу Дампьера), руководимые Петером де Конинком.
В июне 1297 года французы вторглись в пределы Фландрии, и смогли достичь определённых успехов. Англия, занятая войной с Шотландией, не смогла помочь, и фламандцы подписали перемирие в 1297 году с французами. В январе 1300 года (после окончания договора) французы снова вошли в графство, и к маю полностью контролировали его. Дампьер был арестован и увезён в Париж, а Филипп лично посетил Фландрию для проведения административных изменений.
После отъезда короля 18 мая 1302 года горожане Брюгге подняли восстание против французского губернатора Фландрии Жака де Шатильона, известное как Брюггская заутреня. Командование над восставшими приняли Ги де Намюр и его племянник Вильгельм Юлихский (внук графа Вильгельма IV Юлихского), так как Ги де Дампьер оставался в тюрьме. Восставшие контролировали графство за исключением Гента, Куртре и Касселя (выступавших в поддержку короля). Большая часть знати приняла сторону французского короля, опасаясь прихода к власти простонародья.

## Силы сторон
Французская армия, которой командовал граф Роберт II д’Артуа, имела в своём составе: 1 000 арбалетчиков (большинство составляли известные наёмники из Генуи), 2 000 копейщиков и 3 000 пехоты (как французской, так и наёмной из Ломбардии, Наварры и Испании) и 2 700 дворянской кавалерии, разделённой на три части.

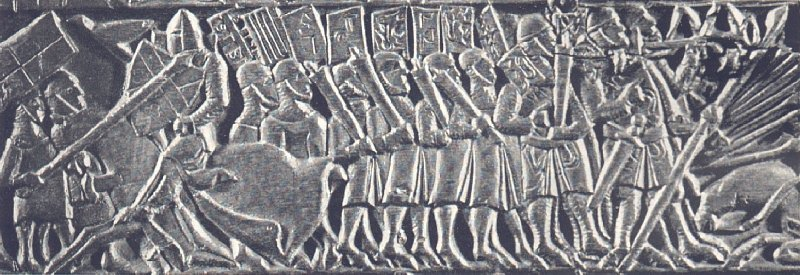
Строй фламандцев c годендагами в битве при Куртре. Резная деталь «Оксфордского сундука»

Фламандская армия имела контингенты из:
- Брюгге (2 600 — 3 700 человек, включая 320 арбалетчиков).
- Шателенства Brugse Vrije к востоку от Брюгге (2 500 человек во главе с сыном Ги де Дампьера).
- Ипра (1 000 человек, половина была в резерве у Яна III Ван Ренессе).
- Восточной Фландрии (2 500 мужчин)

Это войско в основном состояло из хорошо обученной и оснащённой городской милиции, организованной в гильдиях. Вооружение составляли стальные шлемы, кольчуги, копья, луки, арбалеты и годендаги. Последнее являло собой древко длиной в 1,5 метра со стальным шипом. Как указывалось выше, основная часть дворянства приняла сторону Франции, летопись Гента упоминает о десяти рыцарях на стороне фламандцев. Тем не менее, несколько крупных местных феодалов выступили на стороне восставших. Это были Ги де Намюр, приведший с собой отряд численностью до 500 бойцов, Вильгельм Юлихский и Жан де Ренесе. В целом, "Хроники графов Фландрских" оценивают количество дворян во фламандском войске в 50-70 человек

## Битва
Фламандские силы соединились у Куртре 26 июня, после чего осадили замок с французским гарнизоном, и готовились к предстоящему сражению. До прихода основной вражеской армии замок взять не удалось, и обе силы столкнулись 11 июля в открытом поле недалеко от города, рядом с ручьём Гронинге.

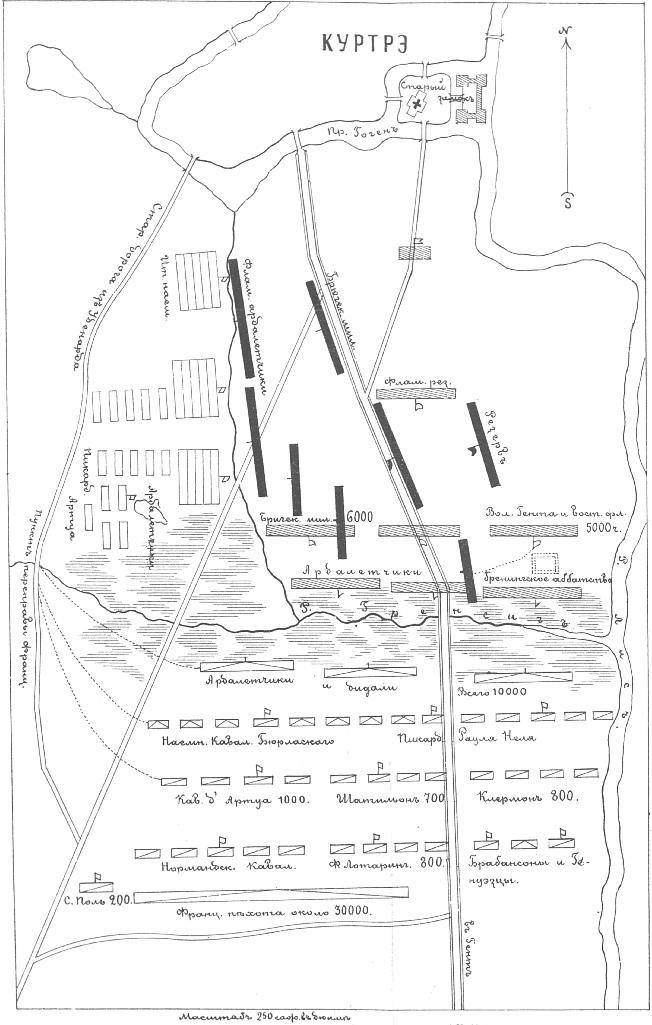
Схема битвы

Поле было пересечено многочисленными канавами и ручейками, выкопанными фламандскими солдатами, прикрывшими часть вырытого грязью и ветками. В подобных условиях эффективность конницы была меньше, направленные для возведения переправы слуги были уничтожены раньше времени. Позиция фламандцев представляла собой квадрат, прикрываемый с тыла рекой Лис, передней частью выходивший к французской армии и размещавшийся позади больших рек. При этом, фламандские рыцари, дворяне и их дружинники встали в один пеший строй с ополченцами.
Французская пехота начала наступать, ей удалось пересечь реки и достичь определённого успеха, хотя она не смогла оттеснить фламандский передний край. Роберт д’Артуа в нетерпении приказал пехотинцам уступить дорогу кавалерии. Её продвижение было гораздо сильнее осложнено природным ландшафтом; в итоге французская конница не смогла опрокинуть фламандскую армию. Важную роль здесь сыграл Ги де Намюр со своим отрядом, сумевший остановить удар французских рыцарей. После того, как французская конница окончательно «завязла» в плотном пехотном строю противника,  фламандская армия начала свою атаку. Многие рыцари были выбиты и добиты годендагами при попытках разорвать  цепь копейщиков, вырвавшиеся из окружения всадники в дальнейшем были уничтожены на флангах.
Для перелома хода сражения граф Артуа приказал выдвигаться кавалерийским резервам, но эффекта этот манёвр не дал. С отсутствием новых подкреплений французские рыцари были в итоге оттеснены к канавам и ручейкам, где стали лёгкой добычей для ополченцев. Вылазка из гарнизона была сорвана специально заготовленным отрядом фламандцев. Зрелище разгрома рыцарского войска оказало сильное воздействие на французское войско, остатки которого преследовали ещё 10 км (6 миль). Фламандцы почти не брали рыцарей в плен, среди убитых оказался и Роберт II д’Артуа.
Фламандцы вышли победителями и собрали с трупов рыцарей 700 пар золотых шпор, которые в назидание будущим поколениям были вывешены в одной из городских церквей, поэтому битва при Куртре вошла в историю также как Битва золотых шпор. В 1382 году шпоры были отняты солдатами Карла VI после битвы при Роозбеке, а Куртре — разграблен.

## Последствия
Своей решительной победой фламандцы усилили свою власть над графством. Замок Кортрейк сдался 13 июля, на следующий день Ги де Намюр вошёл в Гент. Вскоре в Генте и Ипре патрицианское правление было сменено. Гильдии получили официальное признание.
Сражение вскоре стало известно как «Битва при Куртре» или «Битва золотых шпор», из-за 700 пар шпор, которые были захвачены в качестве трофея и вывешены в близлежащей Церкви Богоматери.
Французам удалось изменить сложившуюся ситуацию двумя победами в 1304 году: в морском сражении при Зерикзее и сухопутном при Монс-ан-Певеле. В июне 1305 года переговоры увенчались Атисским мирным договором, по котором Фландрия признавалась составной частью Франции в виде графства, в обмен фламандцы обязывались выплатить 20 000 фунтов, и 400 000 фунтов репараций и передавали ряд городов королю.
Поражение французского рыцарства при Куртре произвело большое впечатление на современников. В частности, флорентийский историк Джованни Виллани в своей «Новой хронике» сообщал:

Всего французы потеряли убитыми более шести тысяч рыцарей и бессчетное множество пехотинцев, в плен же никого не брали… После этого разгрома честь и слава старинной знатности и отваги французов сильно приуменьшились, ибо цвет мирового рыцарства был разбит и унижен своими же подданными, самыми худородными людьми на свете — ткачами, сукновалами, работниками низких ремесел и занятий. Они были столь чужды воинскому делу, что из презрения к их малодушию другие народы мира называли фламандцев «жирными кроликами». Но после этих побед уважение к ним стало так высоко, что один пеший фламандец с годендаком в руке стоил двух французских рыцарей.
Оригинальный текст (итал.)in somma più di VIm cavalieri, e di pedoni a piè sanza numero, rimasono morti a la detta battaglia sanza menarne nullo a pregione. ... Di questa sconfitta abassò molto l’onore, e lo stato, e fama de l’antica nobilità e prodezza de’ Franceschi, essendo il fiore della cavalleria del mondo isconfitta e abbassata da’ loro fedeli, e la più vile gente che fosse al mondo, tesserandi, e folloni, e d’altre vili arti e mestieri, e non mai usi di guerra, che per dispetto e loro viltade da tutte le nazioni del mondo i Fiaminghi erano chiamati conigli pieni di burro; e per queste vittorie salirono in tanta fama e ardire, ch’uno Fiamingo a piè con uno godendac in mano avrebbe atteso due cavalieri franceschi. (→Викитека)